# نوک‌پهن سرخ

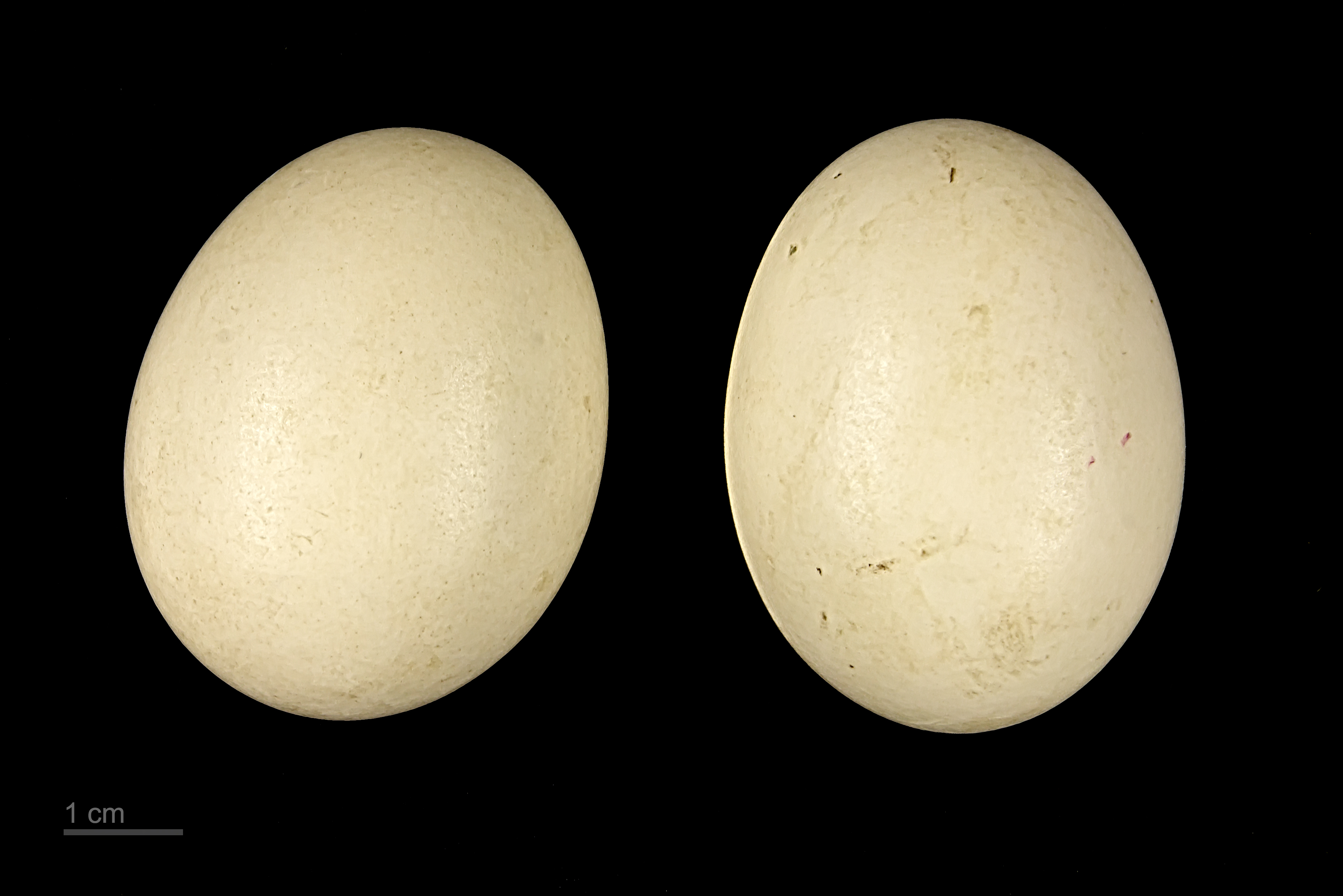
Anas platalea

نوک‌پهن سرخ (نام علمی: Anas platalea) نام یک گونه از سرده مرغابی‌ها است. این گونه بومی جنوب آمریکای جنوبی است.

## ویژگی‌های ریخت‌شناسی
این گونه دارای یک شکم سرخ، با خال‌های سیاه‌رنگ، با یک منقار سیاه مایل به سبز، و آینه بالی در بالای بال پرنده به رنگ آبی روشن است. جنس نر این گونه ترکیب رنگی از قرمز تا سیاه‌رنگ مایل به نارنجی و مقداری صورتی رنگ، جنس ماده این گونه میز با یک منقار بلند به رنگ سیاه، می‌باشد. حداکثر اندازه ثبت شده برای این گونه پرنده ۴۵–۵۶ سانتی‌متر طول بدن، با وزن حدود ۵۲۳–۶۰۸ گرم، و با بال‌هایی به طول ۶۶–۷۳ سانتی‌متر است.

## پراکندگی و زیستگاه
نوک‌پهن سرخ در نیمی از آمریکای جنوبی از تیرادل فوئگو تا شمال غربی شیلی و بیشتر قسمت‌های آرژانتین و همچنین در جزایر فالکلند یافت می‌شود. زیستگاه این گونه شامل دریاچه‌های نسبتاً پهناور و باتلاق‌ها و تالاب‌ها می‌باشد.